# Olivella parva
Olivella parva is een slakkensoort uit de familie van de Olividae. De wetenschappelijke naam van de soort is voor het eerst geldig gepubliceerd door T. S. Oldroyd.